# Dugi Rat
Dugi Rat (italsky Punta Lunga) je sídlo, opčina a přímořské letovisko v Chorvatsku v Splitsko-dalmatské župě. Nachází se pod pohořím Omiška Dinara, asi 3 km západně od Omiše. V roce 2021 žilo v Dugi Ratu 3 338 obyvatel, v celé opčině pak 6 876 obyvatel.
Opčina se skládá ze tří vesnic – Duće (1 560 obyvatel), Dugi Rat (3 338 obyvatel) a Jesenice (1 978 obyvatel). Dále k ní patří přímořské osady Bajnice, Kosovac, Krilo, Mali Rat, Orij, Suhi Potok a Sumpetar a vnitrozemské osady Gornje Selo, Krug, Stare Duće a Zeljevići.
V Dugim Ratu se nachází kostel svatého Josefa.
Na počátku 20. století zde fungovala továrna na výrobu slitin železa. Ta byla zrušena a na jejím místě (jižně od Dugi Ratu) zůstalo mnoho tun odpadu.
Mezi pět nejčastějších příjmení v sídle Dugi Rat patří Tomić, Lozić, Tokić, Vrkić a Miljak.